# За Батьківщину (опергрупа НКДБ УРСР)
«За Батьківщину (опергрупа НКДБ УРСР)» — оперативно-розвідувальна група в складі 4 оперпрацівників і 2 радистів під керівництвом начальника відділу Четвертого управління НКДБ УРСР Храпка Віктора Івановича.

## Розвідувальна діяльність
Група була закинута в тил противника 20 вересня 1943 року. Протягом майже шести місяців група через агентуру та інші джерела в тилу противника отримувала і представляла в НКДБ УРСР інформацію про діяльність оунівського підпілля та Українську повстанську армію.
Група мала на зв'язку понад 150 агентів, з яких були створені резидентури в містах Єльську, Овручі та Мозирі. В оунівське підпілля і загони УПА впроваджено 12 агентів. Виявлено близько 300 учасників націоналістичного підпілля та осіб, які співпрацювали з окупантами.
Опергрупа добувала необхідні розвіддані для партизанів, забезпечуючи розробку планів бойових операцій проти гарнізонів противника і просування по маршруту рейдів. Нею були виявлені та знешкоджені 8 агентів німецької розвідки та 23 зрадники. Учасниками створених резидентур в містах Єльську, Білокоровичах, Словечно та Олевську здійснено ряд диверсійних актів, які завдали серйозної шкоди противнику.
Групою здобуті документи штабу 13-го німецького залізничного батальйону і ряд секретних наказів німецького командування, а також дані про підготовлювану противником лінії оборони по річці Західний Буг. Були отримані дані про направлення німцями 46 лікарів і фельдшерів, забезпечених отруйними речовинами, для проведення терактів в партизанських з'єднаннях, про що були проінформовані всі партизанські сторожі, і посилено боротьбу з проникненням до партизанів агентури противника.
Виконавши завдання, група «За Батьківщину» в лютому 1944 року вийшла з ворожого тилу і прибула до Києва. За виконання спецзавдання в тилу ворога Указом Президії Верховної Ради СРСР від 14 січня 1944 року керівник групи Храпко В. І. нагороджений орденом Червоного Прапора.